# Sigmund Malek
Sigmund Malek (* 7. November 1955; † 1. April 2016; fälschlicherweise häufig Siegmund Malek geschrieben) war ein deutscher Fußballspieler.

## Leben

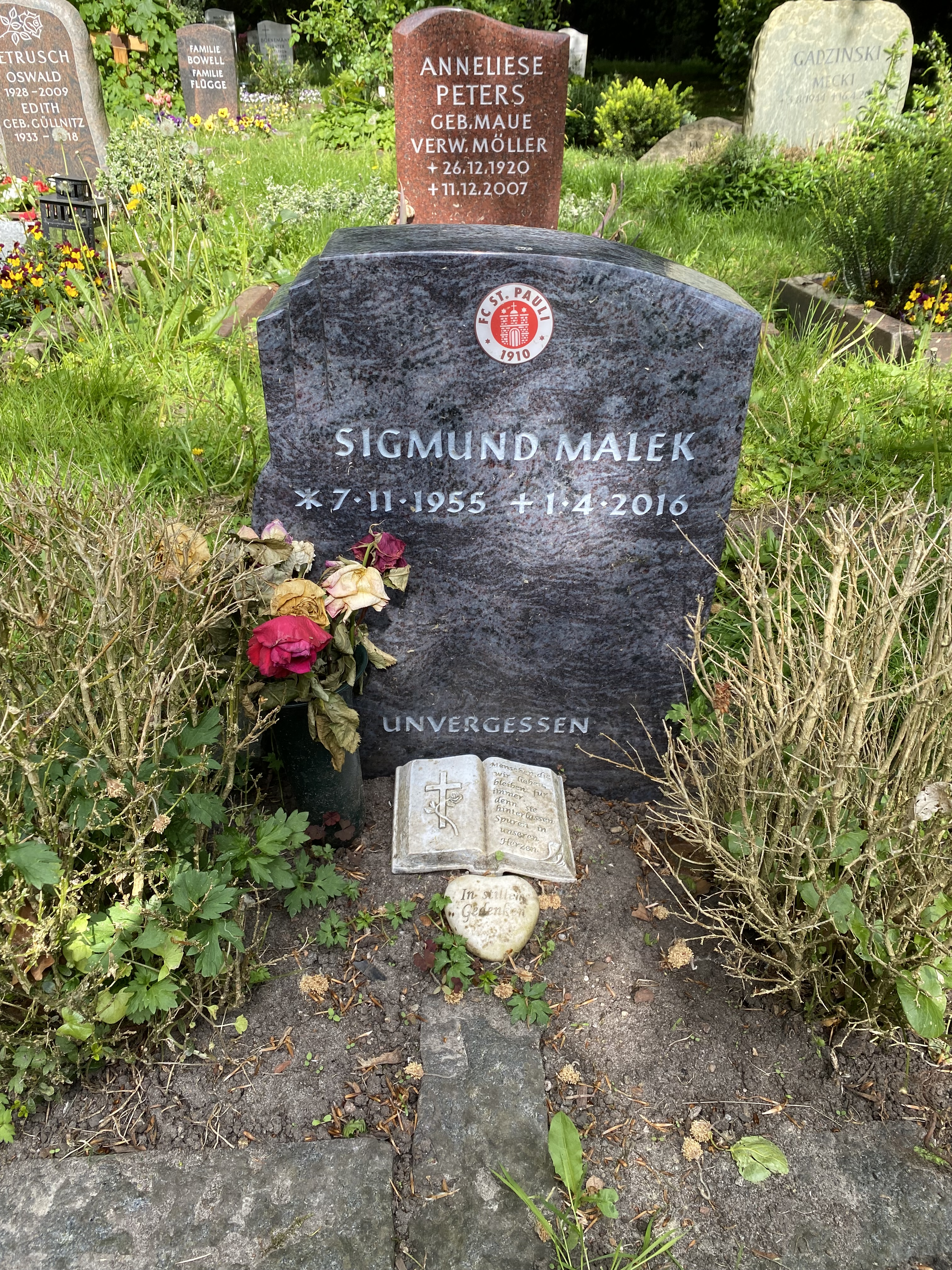
Grabstätte auf dem Friedhof Altona

Der in der Angriffsposition eingesetzte Malek absolvierte in der Saison 1980/81 insgesamt 23 Spiele in der 2. Bundesliga Süd für den 1. FC Saarbrücken und erzielte dabei zwei Tore. Mit dem FCS stieg er in die Amateur-Oberliga ab. Den Wechsel von Hamburg nach Saarbrücken hatte er gemeinsam mit seinem Mannschaftskameraden Andreas Brehme vollzogen.
Als Spieler des HSV Barmbek-Uhlenhorst hatte Malek in der drittklassigen Amateur-Oberliga Nord auf sich aufmerksam gemacht. Der vom Wandsbeker FC 1976 zu BU gekommene Spieler absolvierte in vier Oberligaspielzeiten 128 Ligaspiele, in denen er 26 Tore für die Blau-Gelben erzielte, ehe er 1980 mit seinem Mannschaftskamerad Andreas Brehme nach Saarbrücken wechselte. Seine Leistungen bei BU hatten Malek in die deutsche Fußballnationalmannschaft der Amateure geführt. Er hat für den DFB zwei Amateurländerspiele absolviert. Er kam am 8. November 1978 in Den Haag gegen Holland und am 20. März 1979 in Schwenningen beim Spiel gegen Italien als Rechtsaußen zum Einsatz.
Nach seiner Rückkehr nach Hamburg spielte er noch beim SV Lurup, SC Concordia Hamburg und dem TuS Hoisdorf jahrelang in der Oberliga Nord. Insgesamt wird er in der Amateuroberliga-Statistik mit 340 Oberligaspielen und 36 Toren geführt.
Sigmund Malek wurde auf dem Hamburger Friedhof Altona beigesetzt. Die Grabstätte liegt im Feld 44 VI U.

## Vereinsstationen
- FC St. Pauli 1976–1978
- HSV Barmbek-Uhlenhorst 1978–1980
- 1. FC Saarbrücken 1980–1983
- SV Lurup 1983–1986[6]
- SC Concordia Hamburg 1986[7]–1989[8]
- TuS Hoisdorf 1989[8]–1990[9]
- SV Lurup 1991–1992
- Meiendorfer SV 1992–1993[10]
- VfL Pinneberg 1993–1994[11]
- TuS Holstein Quickborn 1995–1996[12]